# Wilhelminenberg (zámek)
Zámek Wilhelminenberg, německy Schloss Wilhelminenberg se nachází na západním okraji města, v 16. vídeňském městském obvodu, Ottakring, na Golicynově vrchu. Zámek dnes slouží jako hotel uprostřed parku o rozloze cca 120 000 m².

## Dějiny

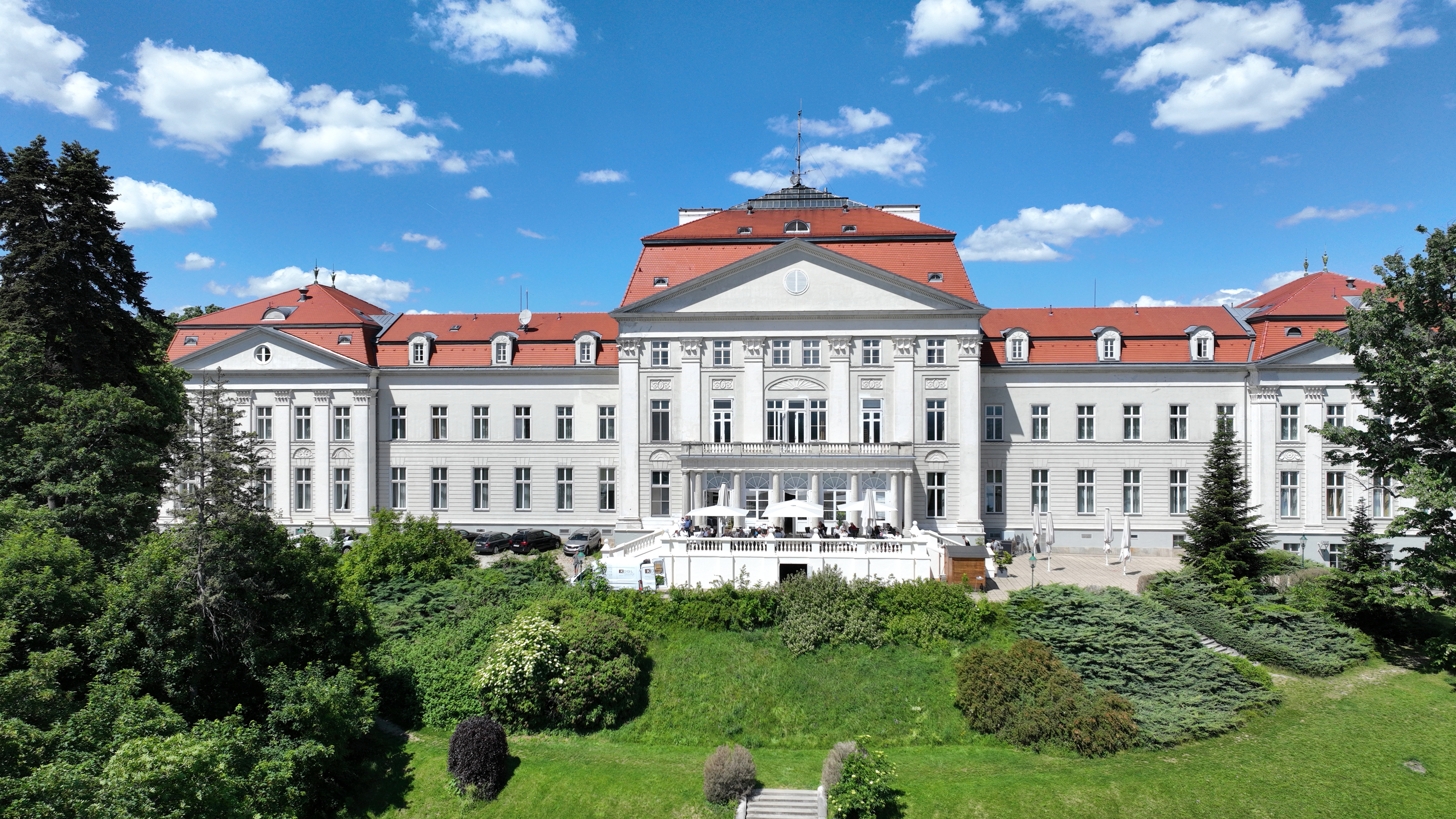
Zámek, čelní pohled

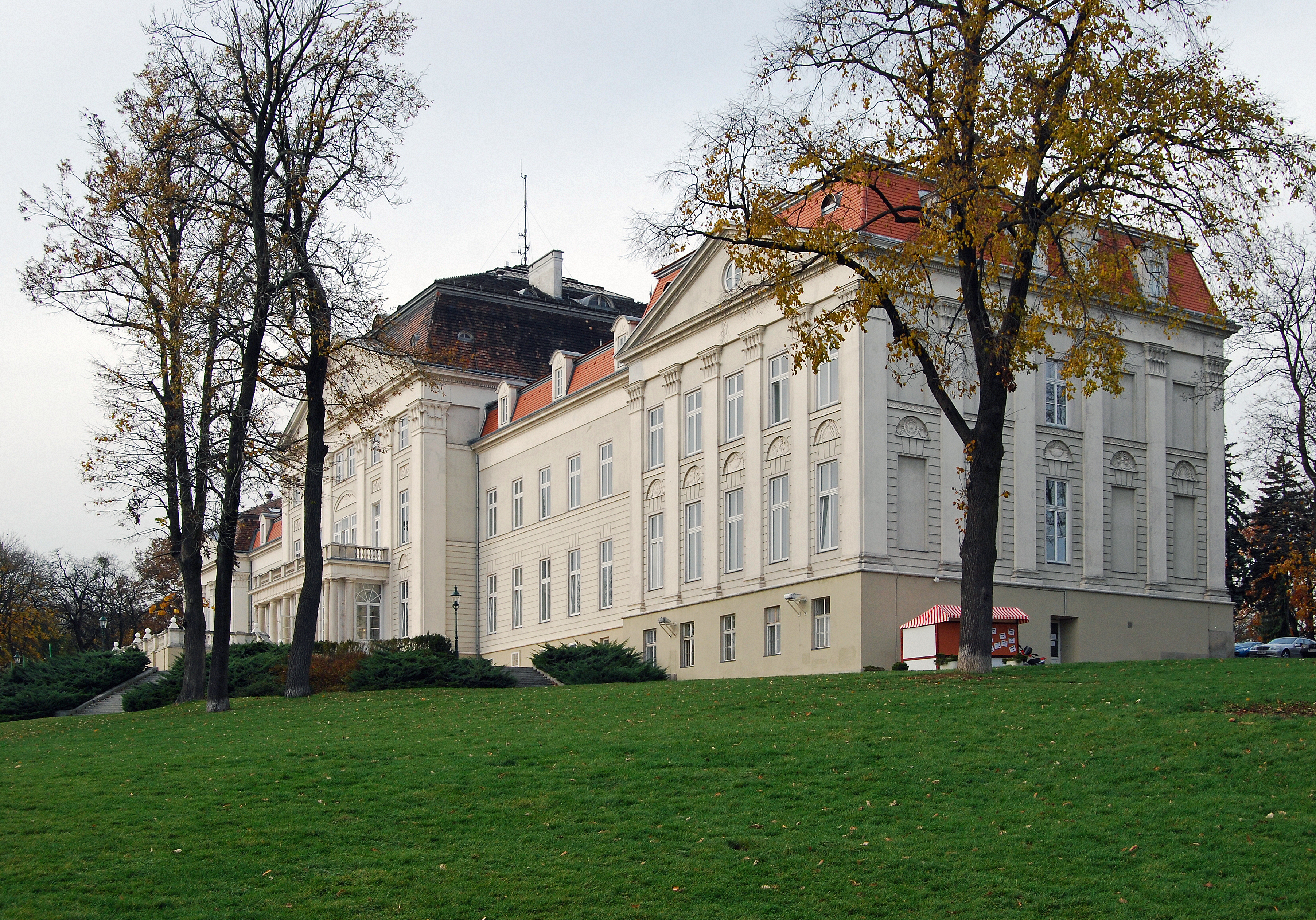

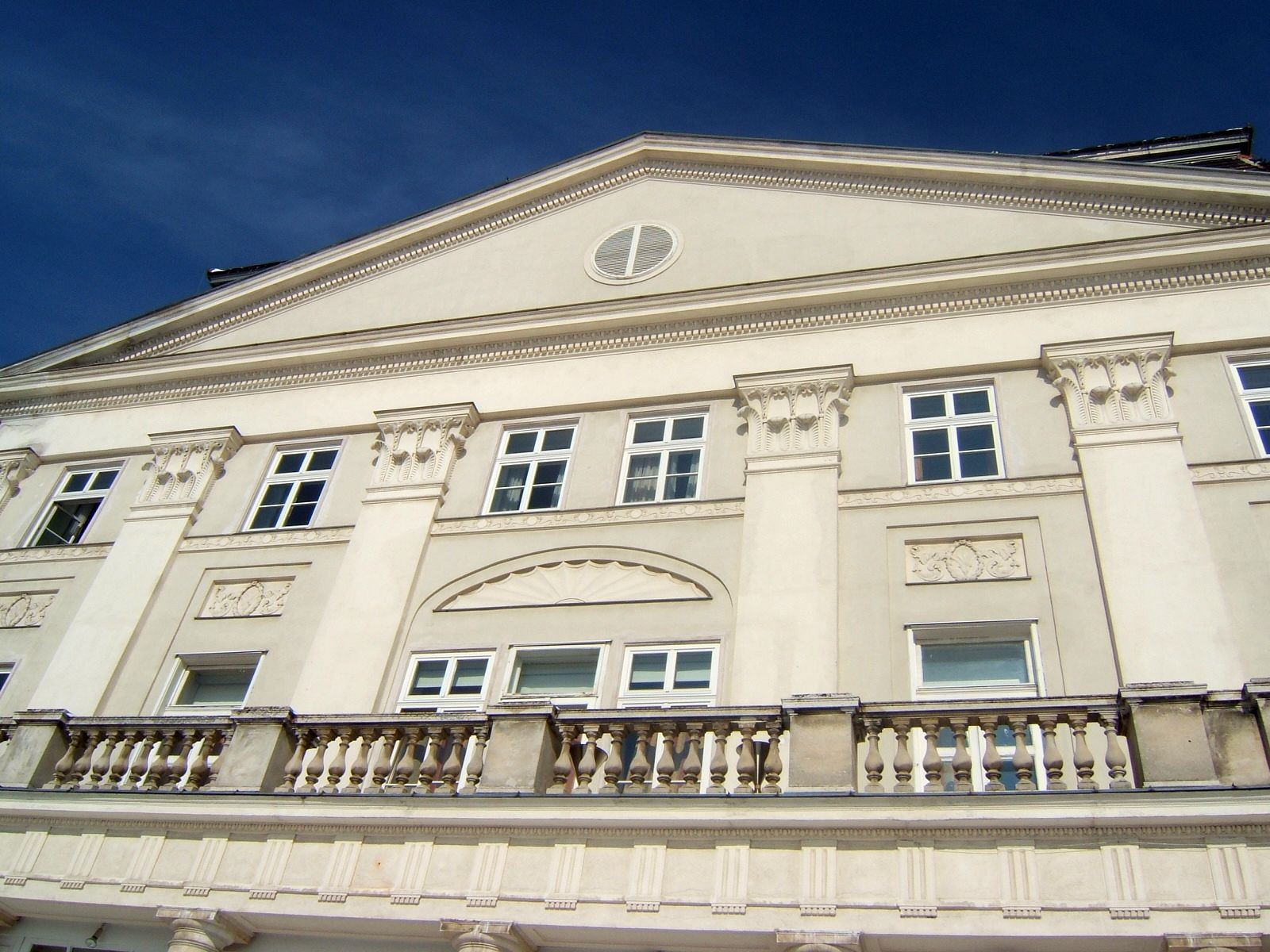
Zadní strana paláce

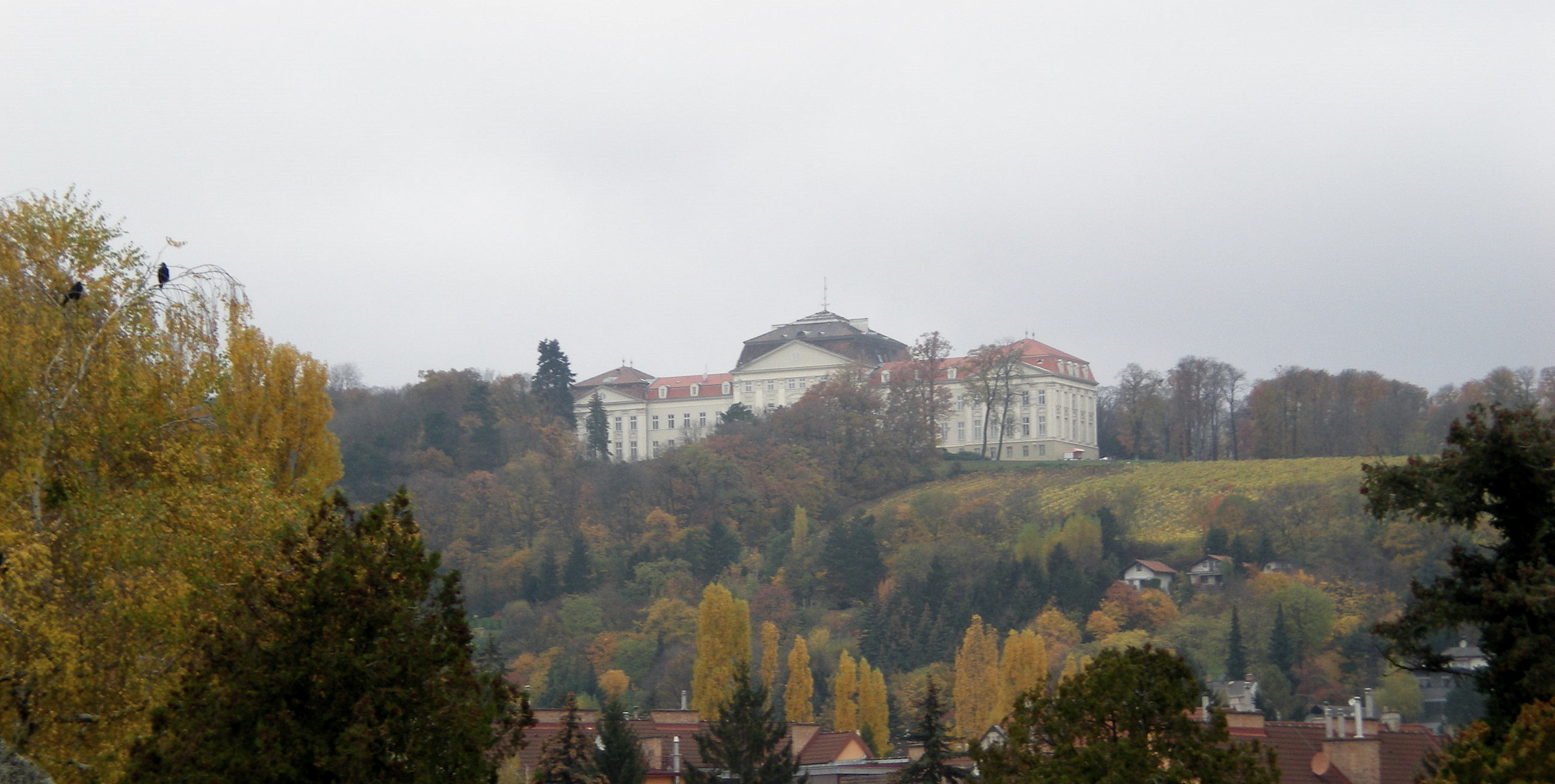
Pohled na zámek z Ottakrinského hřbitova

V roce 1781 získal polní maršál František Mořic hrabě z Lascy (též z Lacy) pozemek v Ottakringu na vrchu zvaném Predigtstuhl (Kazatelna) a započal se stavbou zámku. Jeho přítel, ruský velvyslanec ve Vídni kníže Dmitrij Michajlovič Golicyn (něm. Demetrius Michalowitsch von Gallitzin), po němž byl vrch později pojmenován, pro něho zakoupil pozemky na Predigtstuhlu a později od obce Ottakring získal ještě části lesa a pastviny, které nechal přetvořit na park v dnešní podobě. V parku se nacházelo několik rybníků, kruhová svatyně, římské ruiny a lovecký zámeček. Po Gallitzinově smrti roku 1793 panství zdědil Nikolaj Petrovič Rumjancev.
Po vícerých změnách majitele roku 1824 zámek, který již potřeboval opravy, zakoupil kníže Julius von Montléart (Jules Max Thibault Montléart, 1787–19. října 1865) s chotí Marií Kristýnou, princeznou saskou. Manželé roku 1838 nechali zámek rozšířit o dvě postranní křídla.
Po smrti knížete se rozhořel spor o dědictví, který vyústil v soudní prodej nemovitosti, která se nabízela za 125 000 guldenů. Syn Mořice von Montléart nakonec v dražbě zámek získal a roku 1866 jej i s přilehlými pozemky věnoval své manželce Wilhelmině. Jelikož jeho přání, aby se Gallitzinberg přejmenoval na Wilhelminenberg nebylo úředně povoleno, nechal kníže ke všem vstupům do areálu zámku připevnit tabule s nápisem „Wilhelminenberg“, čímž nepřímo dosáhl kýžené změny názvu.
Když kníže 16. března 1887 zemřel, byl na přání své ženy byl pochován v novogotickém mauzoleu poblíž zámku. Kněžna Vilemína dědictví rozdělila mezi příbuzenstvo, ponechavši si pouze svůj osobní majetek a výtěžek z Wilhelminenbergu. Pro svoji velkorysost vůči chudým byla místními obyvateli nazývána „andělem z Wilhelminenbergu“. Zemřela 26. března 1895 a byla pochována v mauzoleu po boku svého manžela.

### Stržení a nová výstavba roku 1903
V letech 1903 až 1908 byl, v té době již zchátralý zámek stržen a na jeho místě byl vystavěn palác v novoempírovém stylu podle návrhu architektů Eduarda Frauenfelda (1853–1910) a Ignaze Sowinského jako sídlo rakouské arcivévodské rodiny. Náklady na stavbu včetně vedlejších staveb představovaly 1,4 miliónu korun. Zámeckým pánem byl arcivévoda Rainer Ferdinand a po jeho smrti 27. ledna 1913, arcivévoda Leopold Salvátor.

### V době války a po válce
V době první světové války se zámek přeměnil v lazaret a sanatorium pro válečné oběti.
Roku 1922 zámek získal curyšský bankovní ředitel Wilhelm Ammann. Od 16. listopadu 1926 se v nucené dražbě novým majitelem zámku i s přilehlými budovami a parkem stalo město Vídeň, které zde roku 1927 vybudovalo městský dětský útulek. V letech 1934 až 1939 byla nemovitost sídlem Vídeňského chlapeckého sboru - Sängerknaben. V březnu 1938 byl zámek zkonfiskován nacionálními socialisty a předán rakouské legii. Za války pak zámek sloužil opět jako vojenský lazaret, spojený s přilehlou nemocnicí.
V roce 1945 došlo ke změně účelu na domov pro sirotky a někdejší vězně koncentračních táborů. Roku 1950 do zámku Wilhelminenberg přesídlil speciální „léčebně-pedagogický“ pozorovací ústav ze Spiegelgrundu.

### Od roku 1961 dívčí zvláštní škola
V letech 1961 až 1977 sloužila budova jako domov pro dívčí zvláštní školu. V této době mělo podle údajů obětí docházet k četným mravnostním přestupkům a znásilněním zde umístěných dívek, jak vyšlo najevo v roce 2011. Vedení města cítilo povinnost zřídit komisi k prošetření těchto právně dlouho promlčených činů. Při tom mělo být také prošetřeno, zda o těchto záležitostech věděla také tehdejší politická reprezentace a jak na tyto události reagovala. Předsedkyně komise, soudkyně Barbara Helige, k tomu v červnu 2013 dodala v interview s vídeňským týdeníkem Falter:
Otázka: Město tedy o tom vědělo a přihlíželo?
Helige: MA 11 o všem věděla, až do roku 1973 byla Maria Jacobi odpovědnou zástupkyní města a poté Gertrude Fröhlich-Sandner. Našli jsme dopisy pro paní Jacobi. Byla plně informována – nicméně nikoli o sexuálních přestupcích.

### od roku 1986
Dne 1. července 1986 místostarosta Hans Mayr oznámil, že zámek bude sanován a přestavěn na hostinec (Jugend-Appartementhotel). Roku 1988 byl po 14 měsících stavebních prací za vynaložení velkých finančních prostředků stylově adaptován na 3-hvězdičkový „Gästehaus Schloss Wilhelminenberg“. V roce 2000 se z hostince stal Hotel Schloss Wilhelminenberg. Po další nákladné tříleté renovaci byl nově kategorizován a povýšen na 4-hvězdičkový hotel. Dnes je provozován jako hotel pod značkou Austria Trend Hotels společností Verkehrsbüro Hotellerie GmbH.